# Kukučínov
Kukučínov (in ungherese Nemesoroszi) è un comune della Slovacchia facente parte del distretto di Levice, nella regione di Nitra.